# 百法百眾
《百法百眾》是香港電視廣播有限公司製作的一個有關香港法律遊戲節目。第一輯於2005年4月25日開始至5月29日（星期日19:30-20:30）的總決賽結束。第二輯於2005年9月19日開始至10月28日。第三輯於2006年5月20日開始至7月1日結束。這3輯節目均由鄭裕玲主持。第一和第二輯逢星期一至五晚19:30-20:00播出。第三輯逢星期六晚20:30-21:30播出。

## 遊戲玩法

### 第一輯

#### 第1至25集
每集有100位參賽者和3位嘉賓參加，另外會請出兩位香港律師會的律師解釋正確答案。
每集會播放兩個具有爭議性的法律個案（短劇，當中角色由歌手及無線電視藝人飾演），100位參賽者需要每個個案播放後進行第1次投票，在2個答案中選擇1個（通常為是非題）。接著電腦會隨機抽出多位參賽者發言。發言過後，3位嘉賓會選出他們認為正確的答案，然後參賽者會進行第2次投票，此時參賽者可以改變選擇，所以嘉賓的言論足以影響到參賽者的選擇。投票結束，電腦會抽出改變選擇的參賽者，解釋他改變選擇的原因。參賽者發言後，主持會請律師說出正確答案，並解釋原因。最後選出正確答案的參賽者可以留下，而選出了錯誤答案的參賽者則要馬上離開錄影廠。
能夠留到每集節目最後的參賽者可以得到1個獎章，並可以在下1集繼續比賽。如果有獎章的參賽者答錯問題，會被除下1個獎章；身上被扣至零獎章而答錯問題的參賽者，則要馬上離開錄影廠。集齊3個獎章的參賽者，可以晉身總決賽。
| 集數 | 首播日期      | 嘉賓                   | 律師主持                     |
| 1    | 2005年4月25日 | 鄭文雅、林文龍、吳卓羲 | 彭雪輝（現名彭韻僖）、熊運信 |
| 2    | 2005年4月26日 | 曾志偉、苗僑偉、伍詠薇 | 香志恆、許享明               |
| 3    | 2005年4月27日 | 羅霖、陳錦鴻、王賢誌   | 馮惠蓮、陳榮基               |
| 4    | 2005年4月28日 | 梁榮忠、張堅庭、謝寧   | 關惠明、林新強               |
| 5    | 2005年4月29日 | 高志森、林峯、利嘉兒   | 高肇邦、蔡嘉兒               |
| 6    | 2005年5月2日  | 曹宏威、徐子珊、張可頤 | 鄺志豪、何文琪               |
| 7    | 2005年5月3日  | 李純恩、陳慧儀、夏雨   | 陳潔心、簡家聰               |
| 8    | 2005年5月4日  | 蘇民峰、曾華倩、梅小惠 | 區愷韶、李孟華               |
| 9    | 2005年5月5日  | 唐文龍、麥玲玲、鄧景輝 | 趙凱珊、葉鉅雲               |
| 10   | 2005年5月6日  | 寇鴻萍、李力持、施永青 | 黃得勝、周致聰               |
| 11   | 2005年5月9日  | 關心妍、元華、朱凱婷   | 伍兆榮、錢志庸               |
| 12   | 2005年5月10日 | 劉雅麗、石修、羅敏莊   | 簡家聰、李思穎               |
| 13   | 2005年5月11日 | 黎小田、陳秀珠、許冠英 | 阮陳淑怡、關家寶             |
| 14   | 2005年5月12日 | 洪欣、譚玉瑛、石天     | 蔡小玲、馬豪輝               |
| 15   | 2005年5月13日 | 王晶、陳芷菁、呂頌賢   | 伍守文、顧張文菊             |
| 16   | 2005年5月16日 | 向海嵐、馬浚偉、劉細良 | 關惠明、趙凱珊               |
| 17   | 2005年5月17日 | 車婉婉、王喜、吳家樂   | 林文彬、彭雪輝（現名彭韻僖） |
| 18   | 2005年5月18日 | 蓋鳴輝、谷德昭、陳復生 | 何雋文、林峰                 |
| 19   | 2005年5月19日 | 廖安麗、馬詩慧、胡楓   | 黃向烈、黃瑞珊               |
| 20   | 2005年5月20日 | 陳淑蘭、黃日華、張兆輝 | 羅紹佳、蕭詠儀               |
| 21   | 2005年5月23日 | 李暉、蘇玉華、雷宇揚   | 黃得勝、朱芳儀               |
| 22   | 2005年5月24日 | 鍾慧冰、阮兆祥、劉美君 | 馬華潤、蔡小玲               |
| 23   | 2005年5月25日 | 顧紀筠、鄧梓峰、葉蘊儀 | 香志恆、謝偉琪               |
| 24   | 2005年5月26日 | 陳松伶、張偉文、李樂詩 | 王楚雲、趙貫修               |
| 25   | 2005年5月27日 | 馬德鐘、吳美珩、顏福偉 | 伍兆榮、洪宏道               |

#### 總決賽（百法百眾終極戰）
在初賽晉身總決賽的參賽者先要經過第一回合筆試，成績最好的100位參賽者可以進入第2回合。
第2回答如常像初賽般，會請到3位嘉賓和多位律師，而這次參賽者身上是沒有獎章，答錯問題便要離開。首先播放具有爭議性的法律個案，然後讓參賽者選擇答案，電腦會隨機抽出多位參賽者發言。發言過後，3位嘉賓會選出他們認為正確的答案，然後參賽者會進行第2次投票。電腦會抽出改變選擇的參賽者，解釋他改變選擇的原因。參賽者發言後主持會請律師說出正確答案，並解釋原因。最後選出正確答案的參賽者可以留下，而選出了錯誤答案的參賽者則要離開錄影廠。本集共播放3個個案，首2個個案可以改變選擇，而第3個個案則不可以。
第2回合結束，如剩下了超過5位的參賽者，則進行搶答環節，答中可以進入第3回合；答錯則要離開，直至5強產生。5強可以進入第3回合。
在第3回合，主持人會列舉3項罪行，再由3位嘉賓排列刑罰輕重次序，5位參賽者需要用自己的分數向其中1位嘉賓下注。分數會累積至第4回合。
在第4回合，5位參賽者要在限時內進行搶答題，答中可奪取其他參賽者的分數，答錯則會被扣分。最高分數的2位可以進入特別回合和最後回合。
在特別回合，2位參賽者看過片段後，會模擬律師在法庭上打官司。口才好的參賽者將會得到特別獎。
在最後回合，主持人會梅花間竹地向兩位參賽者發問各5條問題，輪流作答，如答對數目相同，立即進入「突然死亡」，直至冠軍（法律之王）產生。

### 第二輯（共30集）
玩法基本上與第一輯無異。每集會播放兩個具有爭議性的法律個案，100位參賽者需要每個個案播放後進行第一次投票，在兩個答案中選擇一個。接著電腦會隨機抽出多位參賽者發言。發言過後，三位嘉賓會選出他們認為正確的答案，然後參賽者會進行第二次投票，此時參賽者可以改變選擇，所以嘉賓的言論足以影響到參賽者的選擇。投票結束，主持會請律師說出正確答案，並解釋原因。最後選出正確答案的參賽者可以留下，而選出了錯誤答案的參賽者則要離開錄影廠。
這輯與第一輯不同之處是這輯不設台主制。能夠留到每集節目最後的參賽者可以得到豐富獎品。

### 第三輯（共7集）
第三輯的玩法和之前兩輯玩法不同。節目時間由原來的半小時延長至一小時，法律個案由原來的兩個增至四個，而當中的個案不僅圍繞香港法律，中國內地法律亦會成為當中個案。
每集有6位嘉賓（分成兩隊）以及香港律師會的4位律師。每集會播放4個具有爭議性的法律個案，先由兩隊選出他們認為正確的答案，然後100位參賽者需要就每個個案進行投票，選擇後不得改動答案。接著電腦會隨機抽出多位參賽者發言。參賽者和嘉賓發言後，主持會請律師說出正確答案，並解釋原因。最後選出正確答案的參賽者可以留下，而選出了錯誤答案的參賽者則要離開錄影廠。
首三題跟以往一樣，須根據香港法律作答；第四題的題目片段中，會播出兩個個案，嘉賓和參賽者須根據中國內地法律，選出刑罰最重的個案。
在第三輯播出初期，如出現一隊嘉賓隊而另一隊答錯的情況，答錯的其中一位嘉賓須離開錄影廠。後來製作單位取消此設定。
這輯亦是不設台主制。能夠連續答中四題留到每集節目最後的參賽者可以得到豐富獎品。此外，兩隊嘉賓隊亦有機會得到獎品。

## 百法百眾號外
2005年5月13日播出的第一輯《百法百眾》中的個案「御用傭人」中，香港律師會的代表律師顧張文菊表示外籍傭工到別家庭工作並沒有違法﹐但入境事務處其後表示外籍傭工到別家庭工作是違法的，此外亦有觀眾向廣播事務管理局投訴節目誤導市民。因為這一個案引起香港市民的廣泛關注和討論，所以電視台在5月21日抽起原定播映的《學警雄心》大結局，改播《百法百眾號外》，讓大眾更了解有關外籍傭工的問題。
從第二季開始，主持在節目中多次強調，題目的答案只是律師嘉賓的個人意見，只針對節目中案引的情況；觀眾有任何法律上的疑問，應向律師查詢。主持也會在律師解釋答案期間，提出其他跟題目情況類似，但是稍有分別的例子，由律師解答答案會否跟原答案不同。